# Офтальмологія

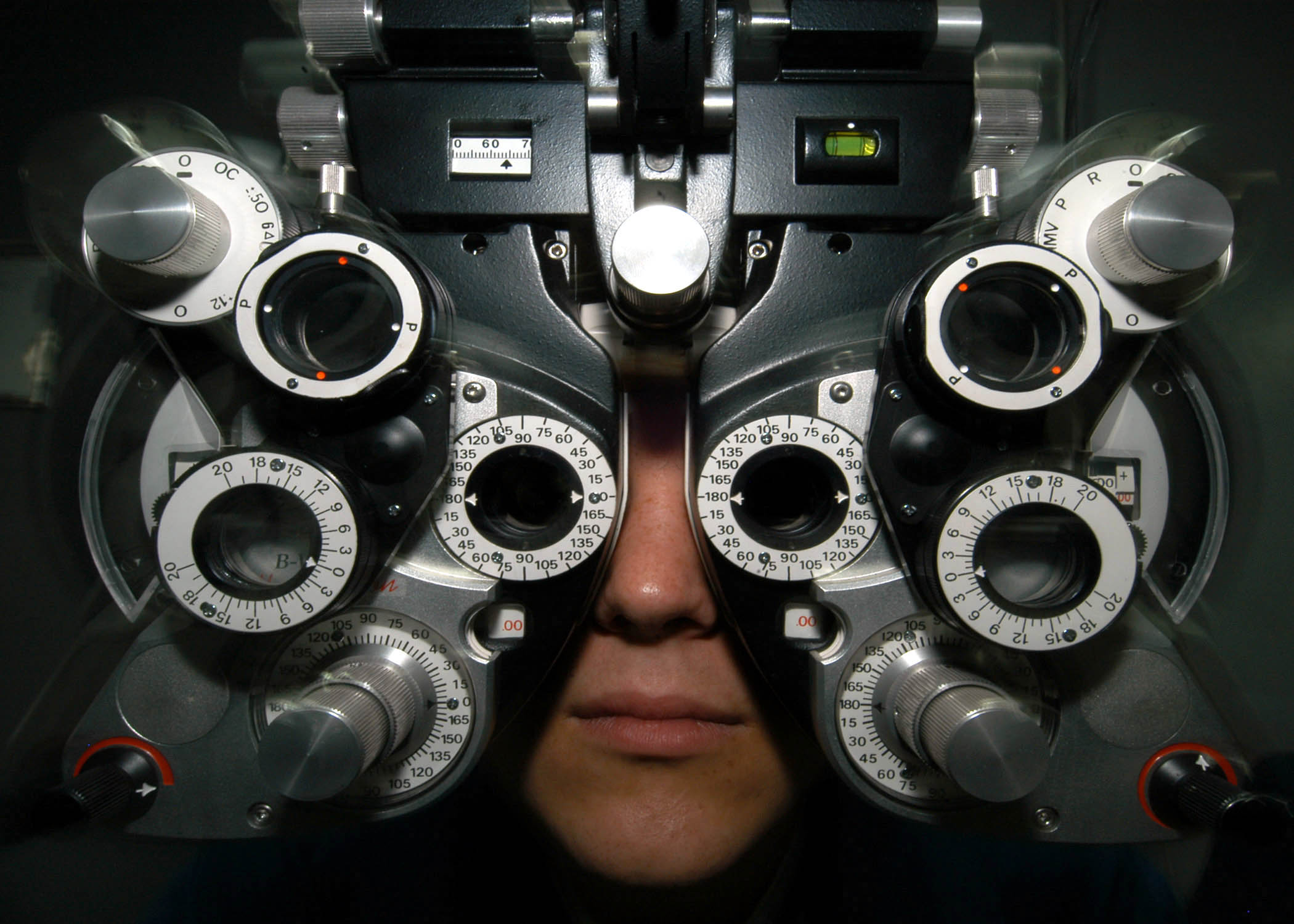
Використання оптичного рефрактометра (фороптера)

Офтальмоло́гія (від дав.-гр. ὀφθαλμός — «око» і λόγος — «вчення») — галузь медицини, що вивчає анатомію і фізіологію органів зору, хвороби ока та розробляє методи лікування та профілактики.

## Історичні відомості
У Стародавній Греції Гіпократ (V—IV ст. до н. е.) вважав, що хвороби мають природні причини, і наголошував на потребі визначення причини захворювання, завдяки цілісному спостереженню за симптомами та способом життя пацієнта. Він також наголошував на важливості здорового харчування та фізичних вправ для підтримки здоров'я. Гіппократ і його послідовники записали свої медичні знання в Корпус Гіппократа, збірку текстів, яка містила трактат «Очні хвороби» та трактати з медичної етики, теорії медицини, патології, дієтології, терапії, хірургії та інших медичних галузей.. Аристотель у IV ст. до н. е. вважав, що «світло є рух, що виходить від світиться тіла і збирається крізь прозорі середовища прозорої очної вологи, завдяки чому відбувається сприйняття світиться тіла».
У санскритських текстах Стародавньої Індії, що датуються III—IV ст. до н. е., викладено вчення Сушрути і Харакі про очні хвороби. Органом, який сприймає світло, вважали кришталик. В Індії були знайомі вже з 74 очні захворювання, причинами яких вважалися зміни соків тіла (жовч, слиз і кров), що проникали через жили в очі. Вивченням і лікуванням очної патології активно займалися китайські алхіміки.
Корнелій Цельс (I ст. до н. е.) встановив факт існування райдужної оболонки, циліарного тіла, передньої і задньої камер. Він також розділив сліпоту на незворотну, викликану глаукомою, і оборотну, викликану катарактою. Цельс удосконалив методику усунення катаракти, яку застосовували аж до середини XVII ст.
Арабським лікарям належить заслуга в систематизації знань стародавніх цивілізацій та їх великому практичному застосуванні. Ібн-Аль-Хайтам (Альхазен, X—XI ст. Н. Е..) Написав «Книгу про оптику», яка багато в чому сприяла винаходу окулярів і виникнення сучасних теорій зору в Європі. Відома праця Абу Алі ібн Сіни (Авіценни, X ст. н. е.) «Канон лікарської медицини» була базовим посібником з очних хвороб як в арабських країнах, так і в Європі протягом понад 500 років.
Офтальмологію виділили з хірургії у окрему дисципліну в XIX ст.
Вчення про очні захворювання стало формуватися в стародавніх цивілізаціях. Вперше очні хвороби згадані в зводі законів Хамурапі (Вавилон, XVIII ст. до н. е.). Перші папіруси Стародавнього Єгипту, які містять відомості про очні хвороби, датуються XVII—XV ст. до н. е.

## Будова та функція ока

### Анатомія ока
Око — складний орган, який забезпечує сприйняття навколишнього світу завдяки, зокрема, зору. Око складається з кількох структур, які разом обробляють світло та передають візуальну інформацію в мозок. Анатомію ока можна умовно розділити на чотири основні шари: шар м'язів навколо ока, зовнішній шар ока, середній шар ока і внутрішній шар ока.

#### М'язи ока
М'язи ока — це зовнішні м'язи очного яблука (екстраокулярні м'язи), які відповідають за рух ока.
- Ці м'язи контролюються окоруховим нервом (III черепний нерв), блоковим нервом (IV черепний нерв) і відвідним нервом (VI черепний нерв).
- Шість м'язів очного яблука включают 4 прямих и 2 косих м'язи.

#### Зовнішній шар ока

Схематична будова ока хребетних на прикладі ока людини

Зовнішня оболонка ока складається з рогівки та склери.
- Рогівка — це прозора куполоподібна структура в передній частині ока, яка допомагає фокусувати світло на сітківці, яка передає сигнали в мозок. Рогівка відповідає за приблизно дві третини здатності фокусування ока.
- Склера — це білий, міцний зовнішній шар, який забезпечує захист і структурну підтримку ока.

#### Середній шар ока
Середній шар ока називається увеа і складається з райдужної оболонки, циліарного тіла та судинної оболонки.
- Райдужна оболонка (райдужка) — це кольорова частина ока, яка оточує зіницю та регулює кількість світла, що потрапляє в око.
- Циліарне тіло — це м'язове кільце, яке контролює форму кришталика та допомагає фокусувати світло на сітківку.
- Судинна оболонка ока — це шар кровоносних судин, які живлять око та поглинають надлишок світла.

#### Внутрішній шар ока
Внутрішня оболонка ока складається з сітківки, зорового нерва та склоподібного тіла.
- Сітківка — це тонкий шар тканини, що вистилає задню частину ока і містить мільйони фоторецепторних клітин, які відповідають за сприйняття світла та передачу візуальної інформації в мозок.
- Зоровий нерв — це пучок нервових волокон, який з'єднує сітківку ока з мозком і передає зорову інформацію.
- Склисте (склоподібне) тіло — це прозора гелеподібна речовина, яка заповнює простір між кришталиком і сітківкою, забезпечуючи структурну підтримку ока.

### Функція ока
Око функціонує шляхом фокусування світла на сітківці, де воно перетворюється на електричні сигнали, які передаються в мозок через зоровий нерв. Рогівка та кришталик працюють разом, щоб сфокусувати світло на сітківці, а райдужка регулює кількість світла, що надходить в око. Фоторецепторні клітини сітківки виявляють світло та передають сигнали через зоровий нерв у мозок, де вони обробляються у візуальні зображення.

## Діагностика

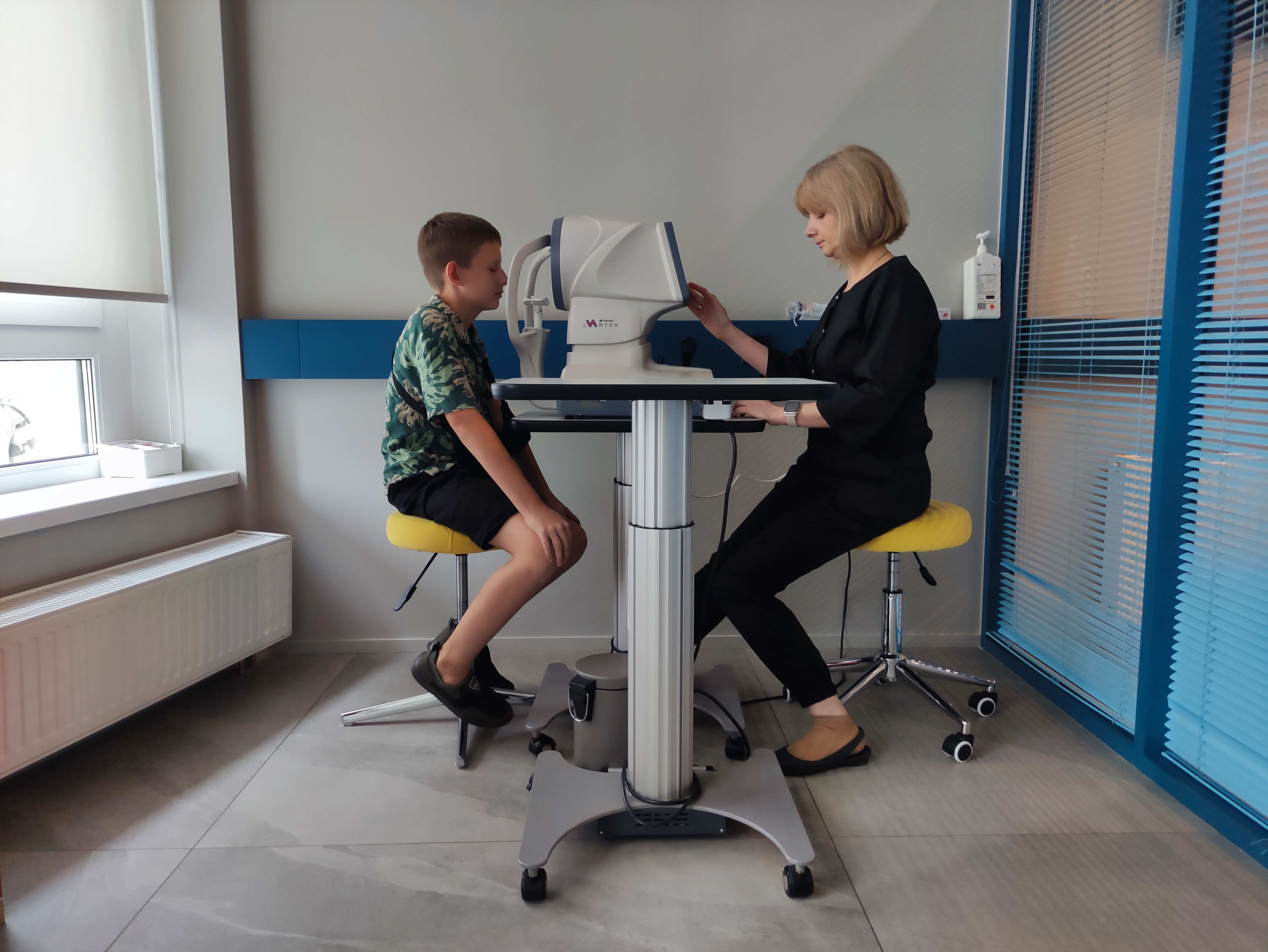
Огляд у офтальмолога

Офтальмологи використовують різноманітні діагностичні тести для оцінки та діагностики захворювань очей. Ці тести можуть включати:
- Офтальмоскопія — це діагностичний метод, який використовують для огляду внутрішніх структур ока, включаючи сітківку, диск зорового нерва та кровоносні судини. Офтальмоскопію можна виконувати прямими або непрямими методами, вона може надати важливу інформацію про здоров'я ока, наприклад про наявність діабетичної ретинопатії, дегенерації жовтої плями або глаукоми. Офтальмоскопія є неінвазивною та відносно недорогою процедурою, яка є важливим інструментом у діагностиці та лікуванні захворювань очей.
- Тест на гостроту зору: це основний тест того, наскільки добре людина бачить. Це передбачає читання букв або цифр на діаграмі на заданій відстані. Найчастіше використовуваною діаграмою є таблиця Снеллена, яка містить літери різного розміру, розташовані в рядки. Результати цього тесту виражаються у вигляді співвідношення (наприклад, 20/20), яке вказує на гостроту зору людини по відношенню до нормального зору.
- Тест поля зору: цей тест вимірює периферійний зір людини або здатність бачити об'єкти боковим зором, дивлячись прямо перед собою. Його зазвичай використовують для діагностики та моніторингу станів, які впливають на зоровий нерв або сітківку, наприклад глаукома або відшарування сітківки. Найпоширенішим тестом поля зору є автоматизований тест периметрії, який використовує комп'ютеризований інструмент для представлення зорових подразників у різних місцях поля зору.
- Оптична когерентна томографія (ОКТ): це неінвазивний візуалізаційний тест, який використовує світлові хвилі для створення детальних зображень сітківки та зорового нерва. Він може виявляти та контролювати такі захворювання, як дегенерація жовтої плями, діабетична ретинопатія та глаукома.
- Фотографія очного дна: це спеціалізований тип фотографії, який робить зображення сітківки та зорового нерва з високою роздільною здатністю. Його часто використовують для документування зовнішнього вигляду сітківки та моніторингу змін з часом.
- Тонометрія: цей тест вимірює тиск всередині ока, що важливо для діагностики та лікування глаукоми. Найпоширенішим типом тонометрії є апланаційна тонометрія, яка використовує невеликий інструмент для обережного торкання поверхні ока та вимірювання його опору тиску.
- Обстеження зі щілинною лампою: це інструмент, схожий на мікроскоп, який дозволяє офтальмологу досліджувати структури в передній частині ока, включаючи рогівку, райдужну оболонку та кришталик. Його часто використовують для діагностики та моніторингу таких захворювань, як катаракта, виразка рогівки та увеїт.
- Розширення зіниці: це передбачає використання очних крапель для розширення зіниці, що дозволяє офтальмологу оглянути структури в задній частині ока, включаючи сітківку та зоровий нерв. Його часто використовують для діагностики та моніторингу таких захворювань, як дегенерація жовтої плями, діабетична ретинопатія та відшарування сітківки.

## Перспективні технології
Галузь офтальмології постійно розвивається, розробляються нові технології та методи для покращення результатів лікування та профілактики. Деякі з найперспективніших нових технологій і майбутніх напрямків у цій галузі включають:
- Генотерапія та редагування генома — це багатообіцяючі нові підходи до лікування спадкових захворювань сітківки, таких як пігментний ретиніт і вроджений амавроз Лебера. Генотерапія передбачає доставку здорових копій дефектного гена до сітківки, що може відновити функцію та сповільнити прогресування захворювання.[3][4] Групою вчених у 2020 році була проведена генотерапія для омолодження та відновлення нервового волокна сітківки. Старим мишам ввели за допомогою аденовірусної генотерапії гени, які синтезують фактори Яманакі, які епігенетично перепрограмовують та омолоджують гангліозні клітини сітківки миші, що сприяє регенерації аксонів після пошкодження, і усуває втрату зору на мишачій моделі глаукоми та у літніх мишей. Ці дані вказують на те, що тканини ссавців зберігають запис епігенетичної інформації молодості, частково закодованої метилюванням ДНК, до якої можна отримати доступ для покращення функції тканини та сприяння регенерації in vivo (див. також Епігеноміка, Епігенетичне перепрограмування). Таке омолодження клітин дозволило відновити штучно пошкоджений зоровий нерв — нервові волокна виросли знову. Вчені досягли х2 збільшення кількості клітин сітківки і х5 прискорення росту оптичного нерва.[5] Також, у 2023 році було проведене дослідження, біотехнологічною компанією Life Biosciences, яке дало багатообіцяючі доклінічні результати, засновані на генотерапії, направленій на епігенетичне перепрограмування, демонструючи значне покращення зорових функцій у приматів. У дослідженні застосовувався метод, знаний як OSK, який використовує три фактори Яманаки, щоб частково повернути клітини до молодшого стану, зберігаючи при цьому їх початкову клітинну ідентичність. Успішні результати дослідження свідчать про великий потенціал для майбутніх клінічних випробувань на людях, спрямованих на лікування різноманітних розладів зору та захворювань, пов’язаних зі старінням.[6]
- Терапія стовбуровими клітинами: це ще один багатообіцяючий підхід до лікування захворювань сітківки та інших захворювань очей, таких як вікова макулярна дегенерація та пошкодження рогівки. Терапія стовбуровими клітинами передбачає трансплантацію стовбурових клітин в око, які можуть диференціюватися в різні типи клітин і відновлювати пошкоджену тканину.[7][8][9][10][11]
- Штучний інтелект: ця технологія має потенціал зробити революцію в галузі офтальмології, підвищивши точність і ефективність діагностики та лікування. Алгоритми штучного інтелекту можуть аналізувати великі набори даних пацієнтів і медичних зображень, щоб ідентифікувати закономірності та робити прогнози щодо прогресування захворювання та результатів лікування.
- Медична візуалізація: Нові технології візуалізації, такі як адаптивна оптика та ширококутна візуалізація, дають змогу по-новому зрозуміти структуру та функції ока. Ці методи можуть підвищити точність діагностики та моніторингу захворювань очей, а також можуть призвести до розробки нових методів лікування та терапії.
- Системи таргетованої доставки ліків: нові системи доставки ліків, такі як імплантовані пристрої та препарати з уповільненим вивільненням, розробляються для підвищення ефективності та безпеки очних ліків. Ці системи можуть доставляти ліки безпосередньо до місця захворювання та зменшувати потребу в частих ін'єкціях або очних краплях.[12] (див. також Наномедицина, Нанобіотехнологія)
- Тканинна інженерія спрямована на створення функціональних тканин і органів шляхом поєднання біоматеріалів, клітин і факторів росту. Підходи тканинної інженерії розробляються для лікування захворювань очей, таких як рогівкова сліпота та дегенерація сітківки. Наприклад, дослідники розробляють штучну рогівку та сітківку, які можна імплантувати в око для відновлення зору.[13][14][15][16] Інженерія нервової тканини досліджує перспективні технології та методи для відновлення структури нервової тканини, включно з зоровим нервом, зоровим шляхом та іншими частинами нервової системи.[17][18] Органоїди, зокрема, органоїди сітківки використовують для широкого спектру цілей, наприклад, в регенеративній медицині, моделюванні захворювань та скринінгу ліків. (див. Органоїди сітківки) Також, у 2023 році було представлено прецизійну роботизовану платформу культур клітин Cell X для ефективного виробництва специфічних для пацієнта індукованих плюрипотентних стовбурових клітин і органоїдів сітківки, демонструючи потенціал для клінічного конвеєрного виробництва іПСК для аутологічної заміни клітин сітківки.[19]
- Зоровий нейропотез (Біонічне око): це електронний пристрій, призначений для забезпечення штучного зору особам із серйозною втратою зору або сліпотою. Біонічні очі працюють шляхом перетворення візуальної інформації в електричні сигнали, які можуть передаватися в мозок через зоровий нерв. Тепер[коли?] розробляють кілька різних типів біонічних очей, включаючи імплантати сітківки, кортикальні імплантати та імплантати зорового нерва. Ці пристрої можуть певною мірою відновити зір особам із певними типами втрати зору та, зрештою, можуть призвести до покращення якості життя цих людей. Проте необхідні подальші дослідження та розробки, щоб підвищити ефективність і безпеку цих пристроїв, а також розширити їх доступність для ширшого кола пацієнтів.[20][21][22] Science Corp. розробляє біонічне око, знане як Science Eye, призначене для відновлення зору у пацієнтів, які страждають від захворювань, при яких фоторецептори ока гинуть. Процес передбачає ін’єкцію генної терапії для модифікації інших клітин в оці для отримання та трансляції світлових сигналів, та пристрій microLED, і технологія показала перспективність у попередніх тестуваннях, включаючи тести in vitro та експерименти з кроликом на ім’я Ліла.[23]

Ці новітні технології та напрямки мають великі перспективи для покращення діагностики та лікування захворювань очей і збереження зору для пацієнтів. Оскільки галузь офтальмології продовжує розвиватися, цілком імовірно, що ці та інші нові технології відіграватимуть дедалі важливішу роль у лікуванні пацієнтів із захворюваннями очей.

## Відмінності від оптометрії
Як оптометрист, так і офтальмологи проводять масове обстеження населення з метою виявлення осіб з певними очними хворобами, що вражають дітей (амбліопія та страбізм) і дорослих (катаракта, глаукома та діабетична ретинопатія).
Оптометристи переважно коригують страбізм і амбліопію шляхом зорової терапії, в той час як офтальмологи коригують ці порушення шляхом рефрактивної, ортоптичної, лікарської терапії та хірургічного втручання.
Взаємне співробітництво часто відбувається в наступних двох областях:
- Офтальмологи можуть направляти пацієнта до оптометриста з метою призначення контактних лінз або оптичних пристроїв або реабілітації зниженого зору, поки що продовжують лікувати таке захворювання / розлад, яке могло викликати зниження зору.
- Подібним чином, при очних захворюваннях, складних і які потребують невідкладної допомоги, оптометрист направляє пацієнта до офтальмолога.

### Книги
- Офтальмологія: підручник (ВНЗ І—ІІІ р.а.) / Г.Д. Жабоєдов, Р.Л. Скрипник, О.А. Кіча та ін.; за ред. Г.Д. Жабоєдова, Р.Л. Скрипни/ Київ: ВСВ «Медицина», 2018. — 296+28 с. ISBN 978-617-505-469-7
- Безкоровайна І. М., Ряднова В. В., Воскресенська Л. К. Офтальмологія: Навчальний посібник для студентів вищих медичних закладів ІІІ–IV рівнів акредитації. — Полтава: Дивосвіт, 2012. — 248 с.: іл. ISBN 978-617-633-045-5
- Віхи історії офтальмології України: Моногр. / С.О. Риков, Д.В. Варивончик, А.М. Кальченко. — Київ: ТОВ «Вид. компанія КИТ», 2003. — 220 c
- Практична офтальмологія: навч. посіб. / С.Е. Лекішвілі. — Суми: Сумський державний університет, 2015. — 234 с. Ел.джерело
- Офтальмологія. Тести і еталони, клінічні задачі, діагнози, принципи лікування очних захворювань та рецептура основних лікарських засобів: посіб. для студ. вищ. навч. мед. закл. IV рівня акредитації та лікарів-інтернів / О.П. Кучук, Т.Б. Сикирицька, В.І. Лучик; Буков. держ. мед. ун-т. — Вид. 2-ге — Чернівці: БДМУ, 2011. — 856 с. — ISBN 978-966-697-366-8
- Офтальмологія: підруч. для студ. вищ. мед. навч. закл. IV рівня акредитації / [Г. Д. Жабоєдов та ін.]; за ред. чл.-кор. НАМН України, проф. Г. Д. Жабоєдова, д-ра мед. наук, проф. Р.Л. Скрипник. — Київ: Медицина, 2011. — 424 с.: мал., табл. — Бібліогр.: с. 424. — ISBN 978-617-505-171-9
- Офтальмологічний словник: англо-український / Т. Фітч [та ін.]. — Л.: Кварт, 2006. — 170 с. — ISBN 966-8792-23-8
- Глаз как система. Структура. Функция. Взаимосвязь / С.А. Рыков. — Київ: Медэкол, 2000. — 183 с. — ISBN 966-95521-3-3
- Клініка Віллса. Діагностика і лікування очних хвороб: пер. з англ. / ред. Д. Каллом, Б. Чанг. — Л.: Медицина світу, 1999. — 491 с. — ISBN 966-7475-05-0
- Очні хвороби: підручник для студ. мед. вузів III і IV рівнів акредитації / Г.Д. Жабоєдов, М.М. Сергієнко. — К.: Здоров'я, 1999. — 310 с. — ISBN 5-311-01155-6
- Строение зрительной системы человека: учеб. пособие / В.В. Вит. — 3-е изд. — Одесса: Астропринт, 2018. — 655, [28] с. ISBN 978-966-927-386-4
- Lemp, Michael A.; Grunther, Ira (1998). Clinical anatomy of the eye (2 ed). Oxford: Blackwell Science Ltd,. ISBN 978-1-118-69098-7.
- Semba, Richard D. (2007). Handbook of nutrition and ophthalmology. Totowa, N.J.: Humana Press. ISBN 978-1-59259-979-0.

### Журнали
- Офтальмологічний журнал (укр. та англ. версії)
- Ophthalmology
- Progress in Retinal and Eye Research
- Annual Review of Vision Science
- JAMA Ophthalmology
- Survey of Ophthalmology
- Eye (сайт)
- Ophthalmologica

| Зірка життя | Це незавершена стаття з офтальмології. Ви можете допомогти проєкту, виправивши або дописавши її. |